# Foillan

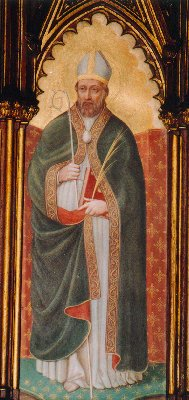
Foillan

Foillan, in het Latijn Foillanus of Follianus, in het Frans Feuillen (Ierland, rond 600 - Le Rœulx, 31 oktober 655), was een monnik en heilige die afstamde van Ierse adel. Evenals zijn broers, de heilige Ultanus en de heilige Furseüs, genoot Foillanus een zeer godsdienstige opvoeding. Net als Furseüs, aanvaardden Ultanus en Foillanus beiden het kloosterleven en zagen ze Furseüs als hun meester en leidsman.
Daarna ging Furseüs naar Engeland; dankzij de mildheid van koning Sigebert bouwde hij in East Anglia het klooster van Knobersburg. Nadat hij het enige tijd bestuurd had, liet hij Foillanus komen om het bestuur van dit klooster aan hem over te dragen, zodat hijzelf met Ultanus, die naar een woestijn was gegaan, van de eenzaamheid kon genieten.
Een jaar later ondernam Furseüs een reis naar Rome; hij werd echter in Frankrijk opgehouden, waar hij een klooster in het bisdom van Parijs bouwde. Hij stierf in het jaar 650. Na zijn dood verlieten Ultanus en Foillanus Engeland en gingen zij naar Frankrijk om er het evangelie te verkondigen. Zij werden door de Merovingische koning Clovis II verwelkomd. Men denkt, dat Foillanus zelf naar Rome ging om zijn zending van paus Martinus te ontvangen.
Bij zijn terugkeer ging hij op zoek naar zijn broer Ultanus, die in het bisdom Kamerijk verbleef. Zij gingen beiden naar Nijvel in Brabant en bezochten er de heilige Ida van Nijvel, weduwe van de zalige Pepijn van Landen, en haar dochter, de heilige Gertrudis van Nijvel, die abdis was. Zij werden aangenomen in de gemeente van de religieuzen, want er was, zoals overal in die tijd, een gebouw voor mannen en een voor vrouwen. Gertrudis bemerkte toen dat die twee vreemdelingen, naast hun diepe vroomheid, een grote geleerdheid bezaten. Zij droeg hen op om de religieuzen de Heilige Schrift uit te leggen en in de dorpen die haar toebehoorden te prediken.
Foillan werkte als leraar in Nijvel tot hij in het Kolenwoud (Silva Carbonaria) nabij Le Rœulx door heidenen overvallen en gedood werd.

## Verering
Hij is de beschermheilige van Fosses-la-Ville (waar zijn broer Ultanus abt was) en ook van de kinderverzorgsters, tandartsen en chirurgen.
Zijn feestdag is op 31 oktober.
De voormalige Foillanus-abdij van Le Roeulx (Henegouwen) was naar hem vernoemd, in het toenmalige bisdom Kamerijk met bisschop Burchard.
Er zijn diverse kerken naar hem vernoemd:
- Sint-Foillankerk in Luik aan de Rue Saint-Pholien en het Place Saint-Pholien
- Heilige Follianuskerk in Neerlinter (Vlaams-Brabant)
- Sint-Follianuskerk in Fosses-la-Ville (Namen)
- Sint-Follianuskapel in Autre-Église (Waals-Brabant)
- Sint-Folliankerk naast de Dom van Aken (Duitsland)

## Trivia
Het bier St-Feuillien is genoemd naar Foillan.